# Ctenocompa sparsa
Ctenocompa sparsa är en fjärilsart som beskrevs av Edward Meyrick 1922. Ctenocompa sparsa ingår i släktet Ctenocompa och familjen säckspinnare. Inga underarter finns listade i Catalogue of Life.